# Kyrre Grepp
Olav Kyrre Grepp (Brønnøysund, 6 de agosto de 1879-Oslo, 1922) fue un político noruego, presidente del Partido Laborista de 1918 a 1922.

## Biografía
Kyrre se mudó a Bergen a estudiar la universidad. Estudió literatura y medicina, al tiempo que adquirió un gran interés por la política. En 1902 participó en la fundación de la Unión Juvenil Socialdemócrata de Bergen y al año siguiente, cuando se mudó a Cristianía, fue miembro fundador de la Unión Juvenil Socialdemócrata de Noruega. En 1912 fue elegido en el Partido Laborista como representante del ala revolucionaria de ese instituto.
Cuando la corriente revolucionaria ganó la mayoría en el partido en 1918, Grepp ocupó la presidencia del partido, cargo que desempeñó hasta su muerte en 1922. Grepp intentó integrar al Partido Laborista en el Komintern, lo que provocó conflicto entre las diferentes corrientes laboristas.
Los últimos años de su vida estuvieron marcados por la tuberculosis, y su último discurso fue pronunciado en 1920. Dos años después falleció.
Su hijo Asle Grepp fue ejecutado durante la ocupación alemana de Noruega en la Segunda Guerra Mundial, a menos de dos meses de la capitulación de Alemania. Su hija Gerda Grepp fue periodista en el Arbeiderbladet y trabajó de reportera en la guerra civil española.